# 群馬県道371号多々良停車場線

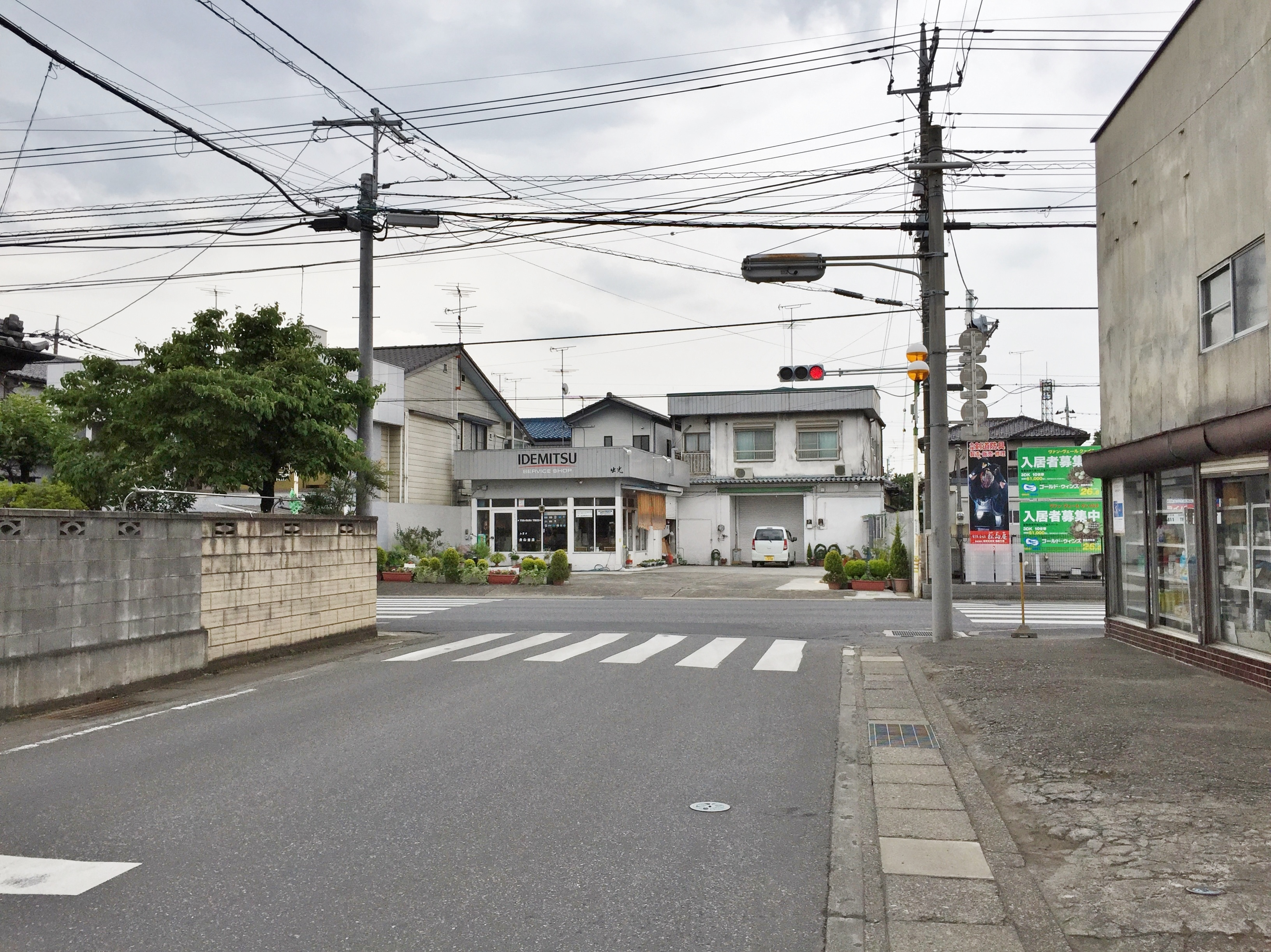
終点・館林市日向町（2015年6月）

群馬県道371号多々良停車場線（ぐんまけんどう 371ごう たたらていしゃじょうせん）は、群馬県館林市の東武鉄道 多々良駅から県道前橋館林線に至る一般県道である。

## 路線データ
- 起点 : 群馬県館林市日向町 東武伊勢崎線多々良駅（群馬県道148号野田多々良停車場線交点）[注釈 1]
- 終点 : 群馬県館林市日向町（国道122号、群馬県道2号前橋館林線交点）[注釈 2]

## 歴史
- 1959年（昭和34年）9月18日：群馬県より現・道路法に基づき、県道多々良停車場線（多々良停車場 - 県道前橋古河線交点〈館林市大字日向〉、整理番号110）が路線認定される[1]。
  - 同日、前身路線にあたる県道中野停車場多々良線（多々良停車場 - 館林市大字日向、整理番号179）が路線廃止される[2]。

## 地理

### 通過する自治体
- 群馬県
  - 館林市

### 沿線
- 東武伊勢崎線多々良駅（館林市日向町）